# عصير الخضار

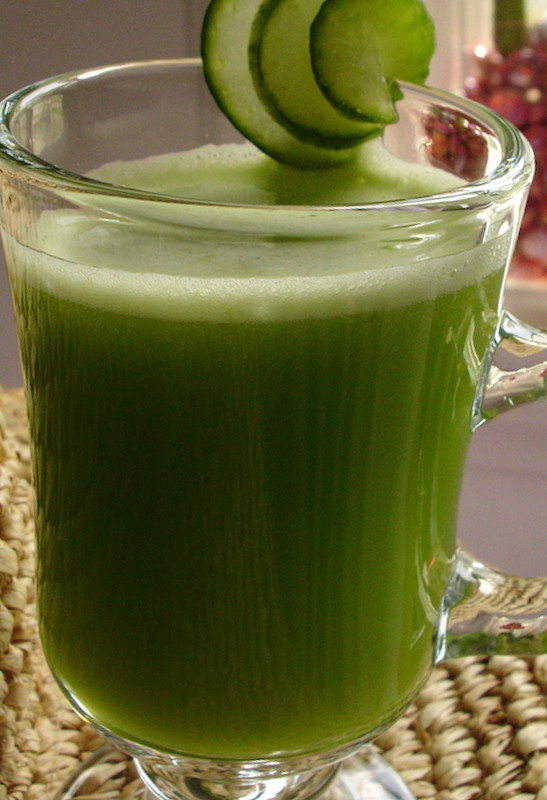

عصير الخضار هو شراب عصير مصنوع أساساً من خضروات مشكلة ومتوفر على شكل مسحوق. عادةً ما يكون عصير الخضار مخلوط مع فواكه مثل التفاح والعنب لتحسين الطعم. وغالباً ما يوصف عصير الفواكه بأنه بديل للسكر، بالرغم من أن بعض العلامات التجارية لعصائر الخضار تستخدم عصير الفواكه كمحلى إلا إنه قد يحتوي على كمية كبيرة من الصوديوم.

## عصير منزلي
عصير منزلي:
صنع عصير الخضار في المنزل هو بديل لشراء العصائر التجارية، التي تحتوي على كمية قليلة فقط من الخضروات والفواكه. تفصل العصارة العصير من ألياف اللب وعصارة الطحن من العصارات التي تستخدم آلية طحن بطيئة وهي بديل أرخص وأسرع حيث تستخدم قوة الطرد المركزية لتحقيق الانفصال. يتم توجيه السرعة البطيئة لعملية الطحن لحماية الخضار من الأكسدة والحرارة (من الاحتكاك) والحد من انخفاض العناصر الغذائية. المؤيدين لعصائر الطحن يستشهدون بحفاظها على الانزيمات بالرغم من أن هذه الادعاءات لا أساس لها حسب بعض الأكاديميين. عصر أوراق الأعشاب الرقيقة يحتاج عادة عملية الطحن.ت

## تنوع
عادةً ما تكون العصائر التجارية مصنوعة من مكونات متنوعة من الجزر والشمندر والقرع والطماطم. وإن لم يكن الأخيران من الخضار إلا إنهما يُستعملان لزيادة الاستساغة. هناك مكونات أخرى شائعة في عصائر الخضار وهي البقدونس والهندباء واللفت والكرفس والشمر والخيار. وقد يضاف الليمون والثوم والزنجبيل لأسباب طبية. 
وتشمل العصائر الشائعة الأخرى عصير الجزر وعصير الطماطم وعصير اللفت. 
 يُستخدم أيضاً في الثقافات الآسيوية والصينية في المقام الأول «الجام الصيني» لعصائر الخضار. حيث يُستخدم استخداماُ معتدلاً ولكن يعتبره أغلب الصينيون دواء بدلاً من اعتباره خضار.
يتم تسويق عصير اللفت في اليابان كونه العصير الذي أصبح معروف بفوائده الصحية وطعمه المر.
تسوق اليابان عدة أنواع من عصائر الخضار بعكس العصائر في الدول الغربية حيث تعتمد على الجزر والفواكه بدلاً من كميات كبيرة من عصير الطماطم من أجل النكهة.